# ديفيد هانا
ديفيد هانا (بالإنجليزية: David Hannah)‏ هو لاعب كرة قدم بريطاني، ولد في 4 أغسطس 1973 في کوتبريج ‏ في المملكة المتحدة. شارك مع منتخب اسكتلندا تحت 21 سنة لكرة القدم. أما مع النوادي، فقد لعب مع أيل ليماسول ودندي يونايتد وسانت جونستون ونادي بوري ونادي روس كاونتي ونادي سلتيك ونادي فيلكير ونادي كاودينبيث لكرة القدم ونادي لاريسا.

## وصلات خارجية
- ديفيد هانا على موقع قاعدة بيانات كرة القدم.إي يو (الإنجليزية)
- ديفيد هانا على موقع Soccerbase.com (لاعب) (الإنجليزية)